# Pfsync
Pfsync est un protocole informatique utilisé pour synchroniser plusieurs machines exécutants le pare-feu logiciel Packet Filter. Cette synchronisation permet d'assurer la haute-disponibilité du cluster en diffusant les "états" des connexions actives entre le pare-feu maître et les pare-feu de secours.
Le protocole fonctionne par défaut en multicast sur l'interface réseau auquel il est lié, et peut donc être capté par d'autres hosts. Il existe la possibilité de configurer un syncpeer permettant d'adresser directement les paquets PFSYNC vers l'hôte en question.